# Amstelmeerkanaal
Het Amstelmeerkanaal is een kanaal in de Nederlandse provincie Noord-Holland. Het kanaal loopt aan de zuidrand van het voormalig eiland Wieringen, van het Amstelmeer bij De Haukes naar het IJsselmeer bij Den Oever.